# Gorom-Gorom

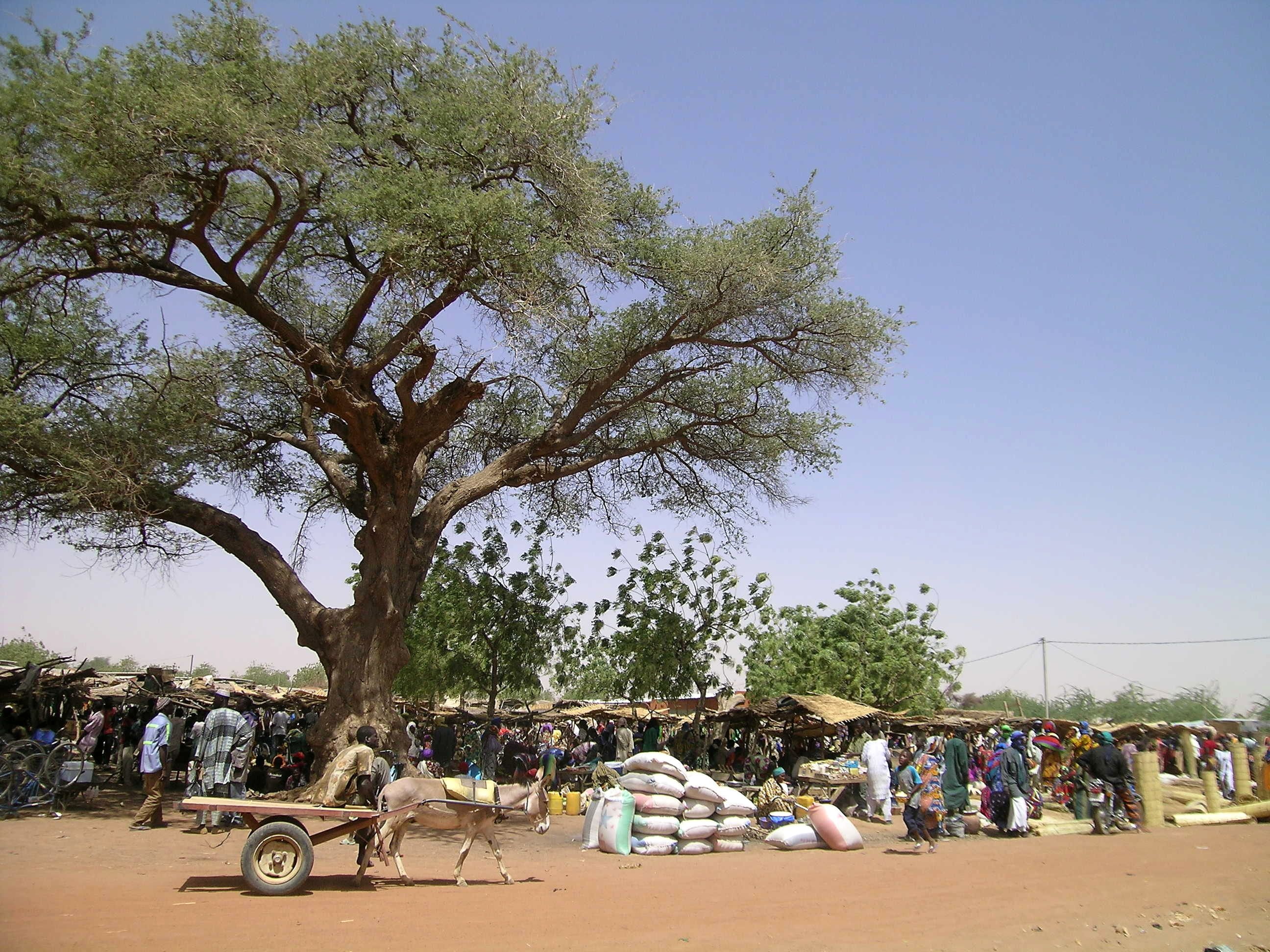
Gorom-Gorom, Burkina Faso

Gorom-Gorom é uma cidade burquinense, capital da província de Oudalan. Em 2012, sua população estava próximo de 11 646 habitantes.